# Arkley Sportscars

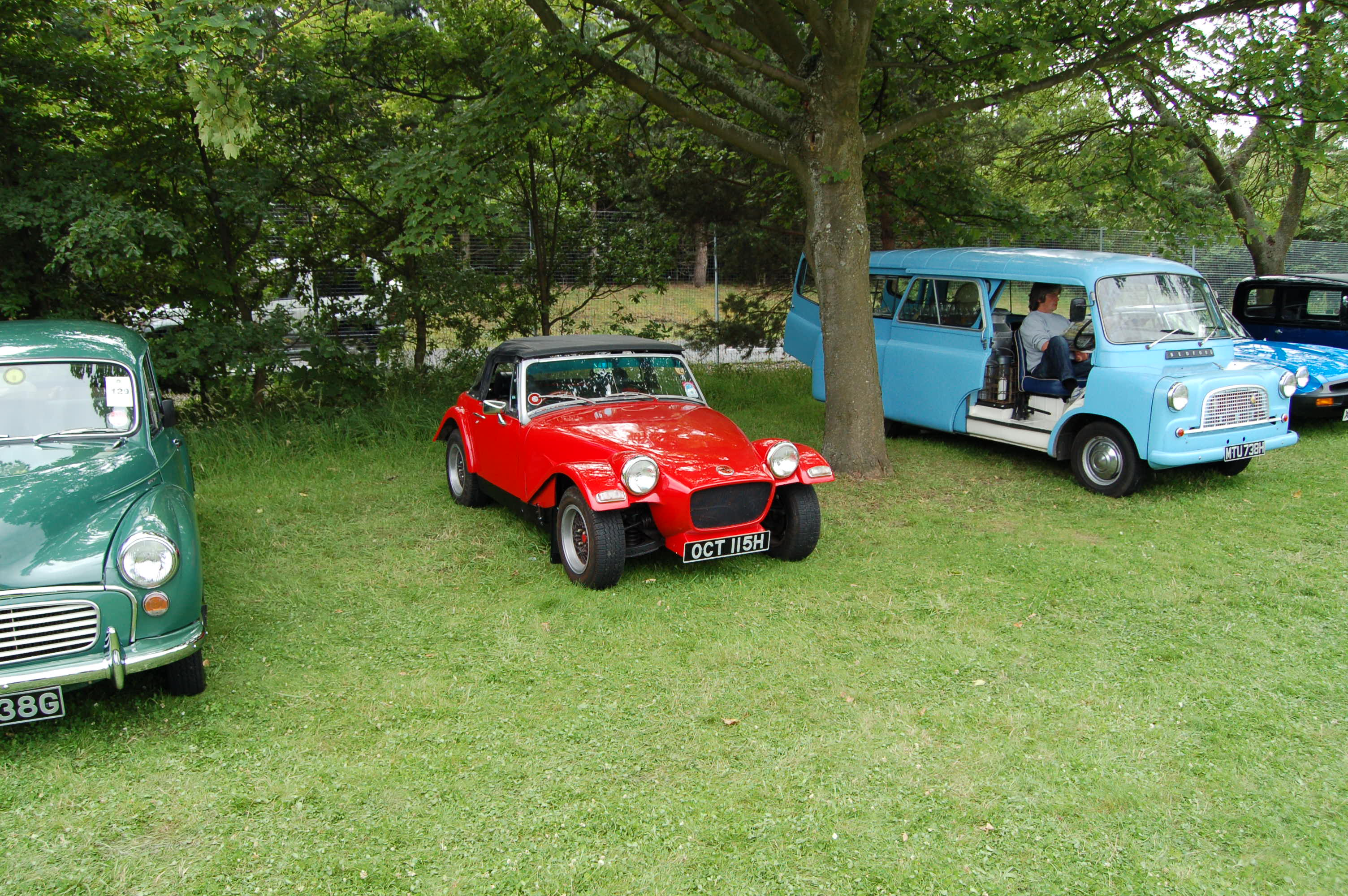
Arkley

Arkley Sportscars, zuvor Arkley Engineering, ist ein britischer Hersteller von Automobilen.

## Unternehmensgeschichte
John Britten (1931–2009) gründete 1970 das Unternehmen Arkley Engineering (John Britten Garages Ltd). Der Unternehmenssitz war an der Barnet Road in Arkley im London Borough of Barnet. Die Produktion von Automobilen und Kit Cars begann. Der Markenname lautet Arkley. 1987 übernahm Arkley Sportscars (Peter May Engineering) aus Halesowen die Produktion. Bis 1987 entstanden etwa 1000 Exemplare, seitdem rund 100.

## Fahrzeuge
Im Angebot steht ein offener Zweisitzer. Die Basis bildet das Fahrgestell vom MG Midget. Gewöhnlich treibt ein Vierzylindermotor mit 1275 cm³ Hubraum das Fahrzeug an, doch ist auch jeder andere Motor möglich, der im Midget oder Austin-Healey Sprite erhältlich war. Die Modelle S und SS unterscheiden sich nur geringfügig in der Größe der Radhäuser.